# Indaw
Indaw är en kommun i Myanmar.   Den ligger i regionen Sagaingregionen, i den norra delen av landet, 500 km norr om huvudstaden Naypyidaw. Antalet invånare är 122 926.